# クレイモア地雷

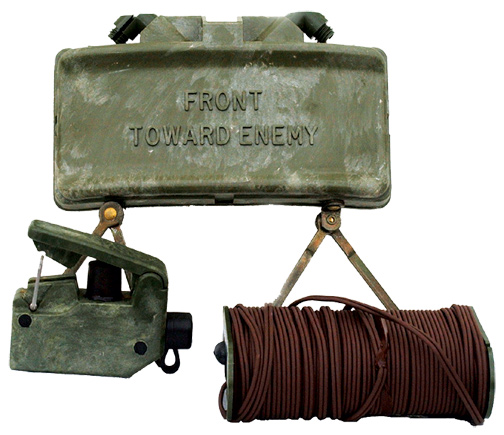
M18A1 クレイモアとM57起爆スイッチ（左下）・起爆コード（右下）

M18 クレイモア地雷（M18 Claymore）は、アメリカ軍の使用する指向性対人地雷の1つである。
愛称の"クレイモア"は、スコットランドで使われた大剣にちなんだ名称である。

## 設計

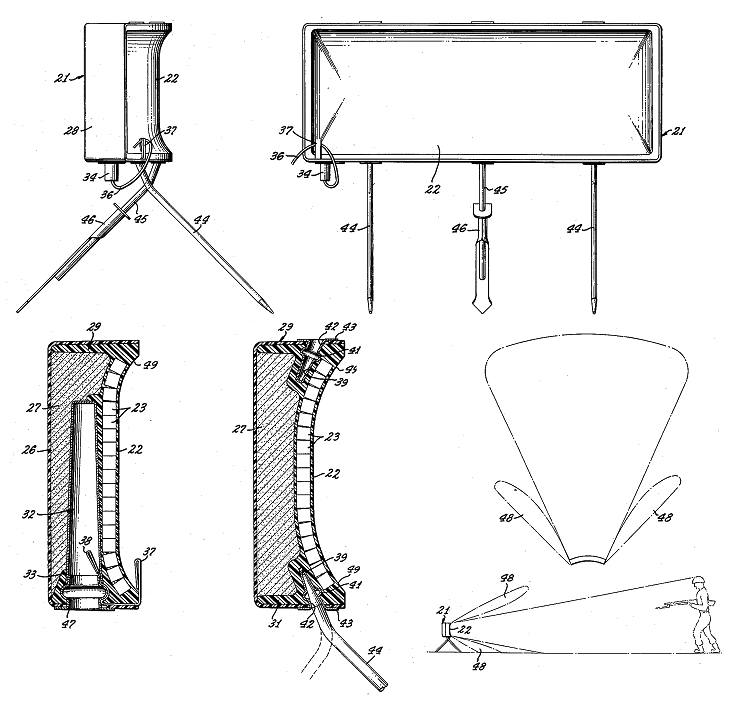
1956年にMacleodが取得した特許。形状と加害範囲の指向性が描かれている。

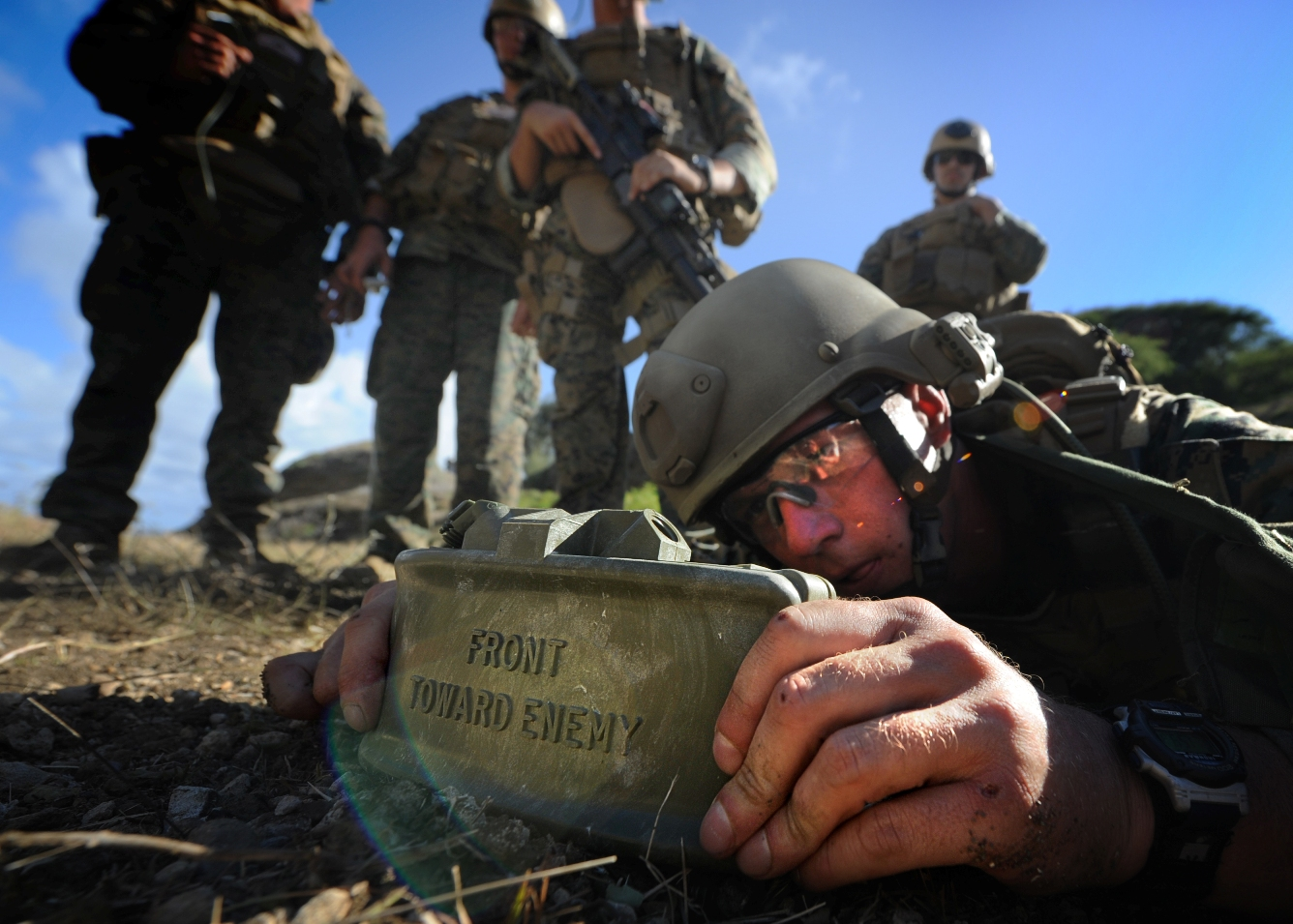
クレイモアを設置するアメリカ海兵隊員。凹部を覗きこんで角度を調節している。

敵の歩兵らによる自陣への侵攻を阻止する待ち伏せ攻撃や、非装甲車両への攻撃に使用される。重量は1.6キログラム。価格は1基あたり$250である。
内側は比重が大きく強固な外殻で覆われており、ミスナイ・シャルディン効果によって鉄球のある前面に爆風が集中することで加害範囲に前方への指向性を持たせている。この為、本体には「FRONT TOWARD ENEMY」（こちら側を敵に向けろ）の文字が成形されている。2箇所の信管挿入口の間にある凹部は簡易照準器になっている。約15cm後方から照準器を通して目視確認し、設置の位置や角度を調節して約50m先の地表へ指向させる。本体の背面には「BACK」（背面）や型式・名称がモールドされ、注意書きや製造ロットも印刷されている。
設置する際は、本体頂部にある2箇所の信管挿入口に起爆信管を1-2個装着する。目的により、有線リモコン操作によるM57起爆装置を用いた手動起爆、ワイヤートラップに繋げてワイヤーが引っ張られて起爆、時限装置による起爆などを選べるが、その内ワイヤートラップ連動の場合は地雷のように接近する人間を無差別に殺傷可能なため、対人地雷禁止条約の規制対象になる。リモコン操作の場合は、人間が起爆するため無差別殺傷に当たらず、条約規制対象外である。
湾曲した箱状のケーシングに樹脂でモールドされた700個の鉄球、その背面にC-4を内包する。起爆すると前方に向けて樹脂が砕けつつ放出され、鉄球が飛び散り、1基で広範囲に殺傷能力を発揮する。鉄球の最大加害距離は約250m、有効加害距離は約50mで、左右に60度、上下それぞれ最大18度の範囲に撃ち出される。鉄球1つあたりのエネルギー量はおよそ50-60ポンドに達し、強力な空気銃弾に相当する。爆風や二次的な破片は前方のみならず全周囲に及ぶおそれがある。そのため、設置時の立入禁止エリアは前方180度、そして側方・後方を含めた半径16m圏内で、遮蔽が必要な危険区域は加害範囲外の半径100m圏内である。
アメリカ軍においては本体1個と付属品一式、あるいは本体2個を収納できるキャンバス製の肩掛式ショルダーバッグであるM7 bandolierとセットで支給される。このショルダーバッグには使用方法の図解が縫い付けられている。バッグは収容能力が大きく、ある程度の防水性があるため、クレイモア地雷の使用後には雑嚢として重宝された。

## 運用
採用されたM18A1は、折からのベトナム戦争で多用された。ベトコンや北ベトナム軍が鹵獲したM18A1を元に、ソビエト連邦はM18A1をコピーしたMON-50を開発し、改良型のMON-90や弾体を円形にして大形化したMON-100、MON-200を生産してアフガニスタン侵攻などで使用した。中華人民共和国も、M18A1をコピーした66式定向地雷を製造した。ユーゴスラビアでも、これらを元に類似した地雷であるMRUDを製造した。

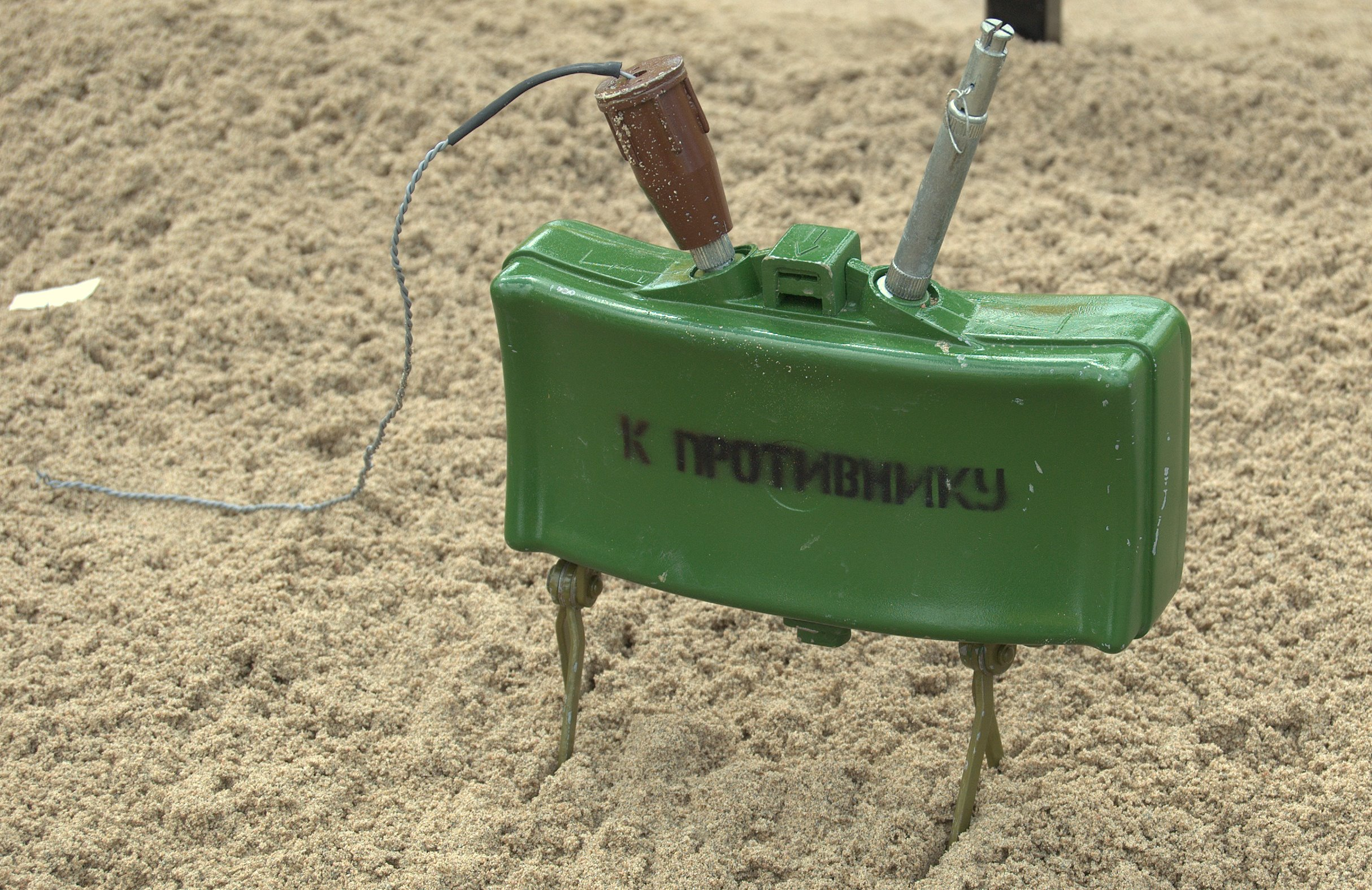
非活性化されたMON-50の本体。電気信管とトリップワイヤー信管が取り付けられている。書かれている「К ПРОТИВНИКУ」は「FRONT TOWARD ENEMY」と同じ意味である。
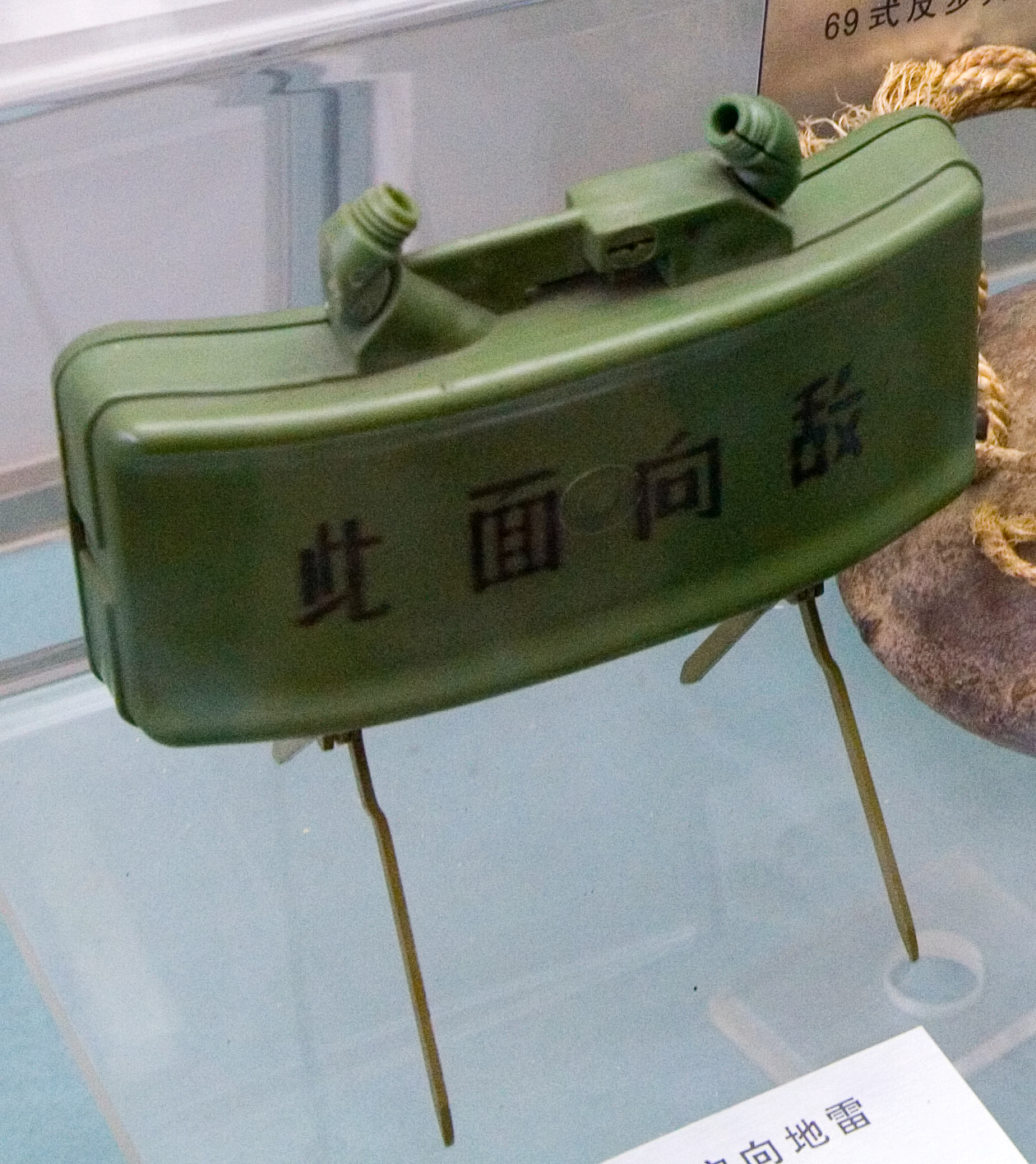
中国人民革命軍事博物館で展示される66式定向地雷の本体。書かれている「此面向敵」は「FRONT TOWARD ENEMY」と同じ意味である。

2022年ロシアのウクライナ侵攻では、ウクライナ軍がドローンにM18クレイモア地雷搭載してロシア軍に対抗した

## 派生型

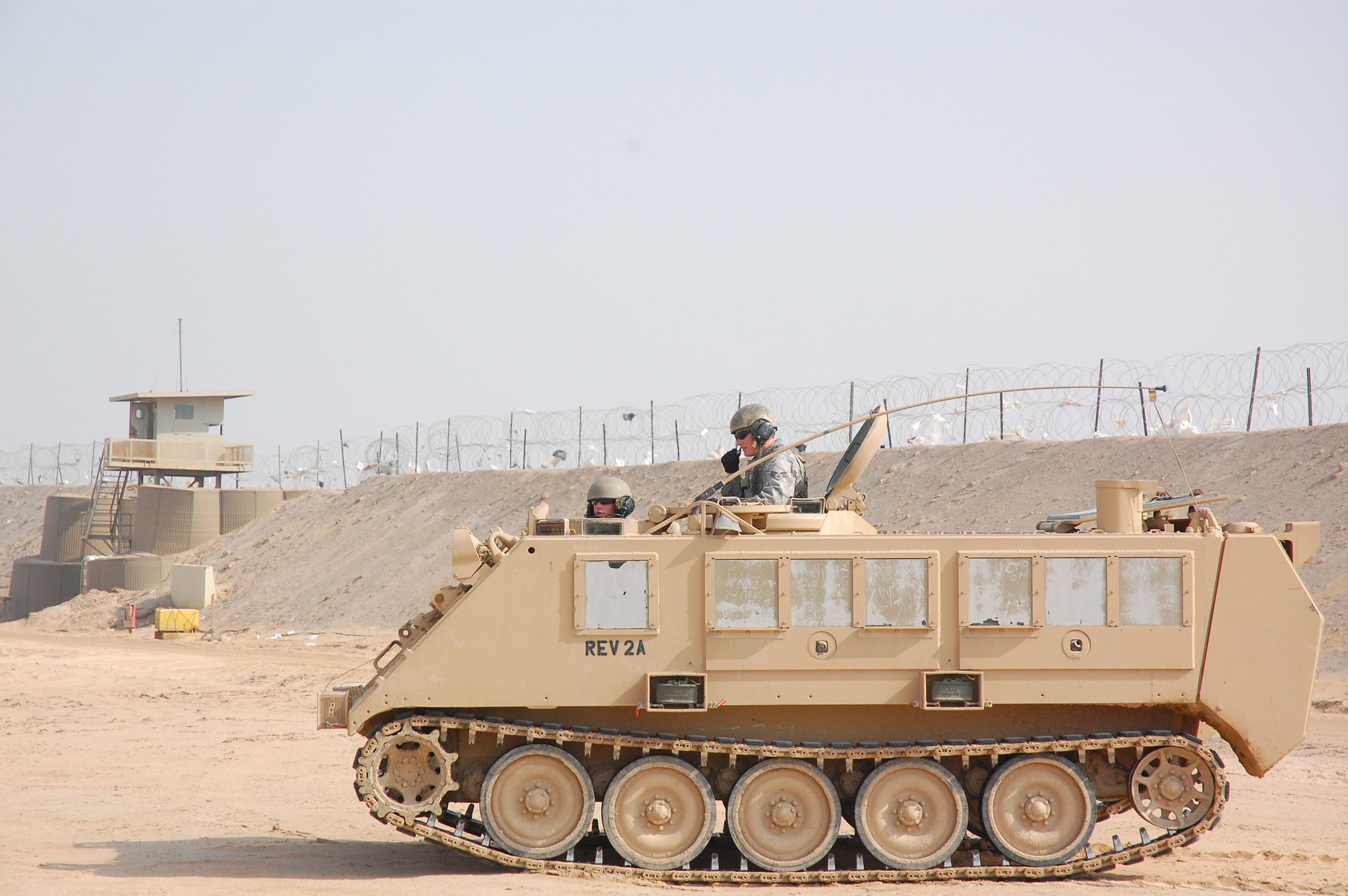
M5 MCCMの派生型を側面に装備したM113装甲兵員輸送車

似た外見の装備としてM5 Modular Crowd Control Munition(群衆制御弾薬)がある。M5は正面の外見こそクレイモアと同様の暗緑色だが、ゴムやプラスチックの弾を打ち出す非致死性兵器であり、区別のため裏面が明るい緑色で、四角錐の凹凸がつけられている。イラクにおいては、刑務所を警備するアメリカ空軍のM113装甲兵員輸送車が外部の攻撃や収容者の暴動に対処するためM5を車体側面に搭載しているが、外見の似たクレイモアを搭載していると誤認されたこともあった。
日本の陸上自衛隊が装備する指向性散弾も名称や仕組みや加害効果がクレイモアに似ているが、これはスウェーデンが開発した指向性対車両地雷であるFordonsmina 13（FFV 013）のライセンス生産品で、クレイモアより大型で威力が大きい。なお、日本が対人地雷禁止条約を批准したため、指向性散弾は規制対象外にするために、遠隔操作のみに限定されている。

## 諸元
本体
- 幅：約21.6センチメートル
- 奥行き：約3.5センチメートル
- 高さ：約8.3センチメートル
- 重量：約1.6キログラム

## 登場作品

### 映画・テレビドラマ
『SP THE MOTION PICTURE』
革命篇にて、国会議事堂を占拠したテロリストが通路の至るところに仕掛けている。
『S.W.A.T.』
下水道に逃げ込んだギャンブルが、追ってくるSWATを足留めするためにセットする。その後、ストリートが回収し、施錠された出口を爆破するのに使用する。
『コマンドー』
主人公、ジョン・メイトリックス大佐が遠隔操作タイプを使用。しかし、本作ではただの強力な爆弾として描かれており、本物以上の大爆発を起こして建物を木っ端微塵に吹き飛ばしている。
『沈黙の要塞』
スティーブン・セガール演じる主人公が、追撃してくる敵に対して使用する。
『プラトーン』
第25歩兵師団が防衛する陣地の前に仕掛けられており、夜間に襲撃してきた北ベトナム軍に対して使用する。
『ランボー/最後の戦場』
ジョン・ランボーがトールボーイを起爆するためにM18A1を仕掛ける。
『Mr.ノーバディ』
ハッチがロシア人マフィアに対して使用する。

### 漫画・アニメ
『HELLSING』
傭兵部隊「ワイルドギース」がヘルシング機関防衛の際に大量に設置する。
『創造者の罠』
主人公・宮代能活が最終決戦時に「人の罠」として使用。
『代紋TAKE2』
フランスの傭兵部隊、カルロス・クライバー大佐が阿久津組と千葉阿久津連合との戦闘で使用する。
『ディエンビエンフー』
小学館版にて、カリフラワーのじじいが「お姫様」との戦闘の際に使用する。
『Fate/Zero』
衛宮切嗣がケイネス・エルメロイ・アーチボルトの襲撃を迎撃する際に使用。
『甘い生活』
河野美也がペントハウス侵入者用に設置。

### ゲーム
『Operation Flashpoint: Dragon Rising』
アメリカ海兵隊陣営で使用可能な地雷として登場する。
コール オブ デューティシリーズ
『CoD4』
キャンペーンとマルチプレイで使用可能。
『CoD:MW2』
キャンペーン、マルチプレイ、スペシャルオプスで使用可能。
『CoD:MW3』
キャンペーン、マルチプレイ、サバイバルモードで使用可能。
『CoD:BO』
キャンペーン、マルチプレイ、ゾンビモードで使用可能。
『CoD:BO2』
キャンペーン、マルチプレイ、ゾンビモードで使用可能。他作品とは異なり、本来「M18A1」と刻印されている部分が「CT6 A2」と刻印されている。

地球防衛軍シリーズ
『地球防衛軍3』
陸戦兵の武器として、似た外見の指向性地雷「インパルス」が登場する。
『地球防衛軍4』
エアレイダーの武器として、似た外見の指向性地雷「インパルス」が登場する。

バトルフィールドシリーズ
『BFVietnam』
アメリカ陸軍・アメリカ海兵隊で使用可能。
『BF2』
USMC・MEC・CHINAの狙撃兵で使用可能。
『BF3』
援護兵の装備として登場する。

メタルギアシリーズ
対人地雷の代表として扱われ多くの作品に登場する。シリーズファンからはその見た目から「只」と呼ばれる。
『MGS3』
敵兵士を陽動するために使用する「雑誌」というアイテムと組み合わせることによって、センサー式クレイモアの感知範囲に無警戒状態で引き込むことが出来る。
『MGSV：TPP』
「地雷撤去PKO」というSIDE OPSのシリーズでは、各地に配置されているクレイモアを撤去することが目的となるほか、ストーリー後半のミッションでは、敵拠点への侵入ルートに置かれていることがあり、起爆させてしまっても難易度によっては死なずに済むが、敵が警戒態勢に入る他、スナイパーに位置がバレてしまうなど非常に不利な状況に追い込まれる。

『レインボーシックスシージ』
一部のオペレーター（プレイヤーキャラクター）が所持できるガジェットとして使用可能